# Казапе
Казапе (італ. Casape) — муніципалітет в Італії, у регіоні Лаціо,  метрополійне місто Рим-Столиця.
Казапе розташоване на відстані близько 34 км на схід від Рима.
Населення — 761 особа (2014).
Щорічний фестиваль відбувається 18 серпня. Покровитель — святий Петро.

## Демографія
Населення за роками:

Станом на 1 січня 2023 року в муніципалітеті офіційно проживало 96 іноземців з 9 країн, серед них 77 громадян країн Євросоюзу та 5 громадян України.

## Сусідні муніципалітети
- Капраніка-Пренестіна
- Полі
- Сан-Грегоріо-да-Сассола